# Villa Carcina
Villa Carcina (lombardul: Vìla Carsìna) település Olaszországban, Lombardia régióban, Brescia megyében. Lakosainak száma 10 603 fő (2023. január 1.). Villa Carcina Concesio, Lumezzane, Gussago, Sarezzo és Brione községekkel határos.

## Népesség
A település lakossága az elmúlt években az alábbi módon változott:
| Lakosok száma | 10 953 | 10 806 | 10 603 |
|               | 2017   | 2018   | 2023   |